# Tibétains
Pour les articles homonymes, voir Tibétain (homonymie).
Les Tibétains, ou autrefois Thibétains (chinois : 藏族 ; pinyin : zàngzú) forment un des peuples, natifs du Tibet,. Ce terme peut également être utilisé pour dénommer tout habitant du Tibet, quelles que soient ses origines.
La population tibétaine totale est d'environ 8,5 millions, dont 6,3 millions vivent en Chine, où les Tibétains constituent l'un des 56 groupes ethniques officiellement reconnus. Hors de Chine, on dénombre environ 2 millions de Tibétains dans des communautés natives tibétaines en Inde, au Népal, au Bhoutan et au Pakistan, ainsi qu'une population d'environ 150 000 à 200 000 réfugiés vivant principalement dans les pays limitrophes (Inde, Népal, Bhoutan)  ainsi qu'en Europe et en Amérique du Nord.
Les Tibétains parlent l'une des différentes variétés du langage tibétain, dont la forme orale est souvent mutuellement inintelligible.
La plupart des Tibétains pratiquent le bouddhisme tibétain, alors qu'une minorité adhère à la religion indigène Bön, et qu'il existe également de petites communautés musulmane et chrétienne.
La culture tibétaine, notamment l'architecture et l'art, est influencée par le bouddhisme, alors que les conditions climatiques et géographiques particulièrement rudes ont engendré une adaptation sociale que l'on retrouve dans les méthodes pastorales et agricoles, dans la médecine traditionnelle tibétaine et dans la cuisine tibétaine.

## Démographie

### Chiffres de population

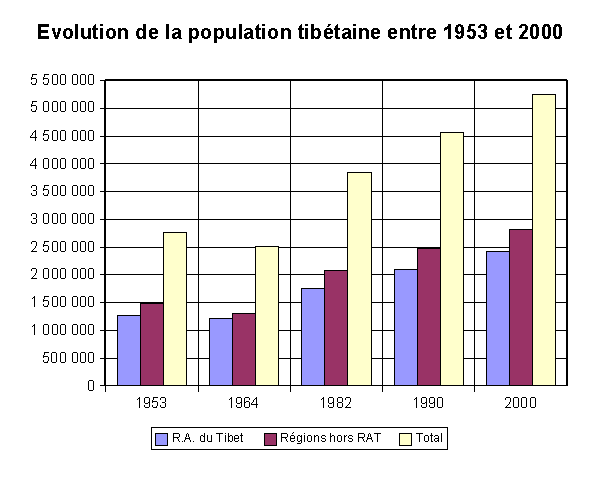
L'évolution démographique tibétaine entre 1953 et 2000,

Selon Geoff Childs, les exilés tibétains en Inde soutiennent qu'il y avait 6 millions de Tibétains au milieu du XXe siècle, chiffre qui n'a jamais été validé de façon satisfaisante. Toutefois, à l'époque de l'invasion du Tibet par l'armée impériale mandchoue les ambans procédèrent à un recensement de la population tibétaine du Tibet, du Kham et de l'Amdo, obtenant le chiffre de 6 430 000 Tibétains. Selon le site Tibet.com, un examen des statistiques fournies par les Chinois eux-mêmes suggère que ce chiffre était supérieur à six millions en 1959. Selon le Bureau statistique de la Chine, le RAT comptait 1 273 969 personnes en novembre 1959. La province partiellement  tibétaine du Kham, nommées alors Xikang (1928 — 1950) par la Chine, comptaient 3 381 064 Tibétains[citation nécessaire]. Au Qinghai et dans d'autres régions comportant des cultures tibétaines incorporées au Gansu, le nombre de Tibétains serait de 1 675 534. Si l'on prend le total de ces trois chiffres, la population tibétaine s'élevait alors à 6 330 567. En fait, les populations de ces régions sont mixte et ne comprennent pas que des Tibétains. Le Qinghai comporte par exemple une importante population mongole et Tu depuis le XVIIe siècle, ainsi qu'une importante population Hui ou encore des Yugurs. De même le Xikang comprend une myriade de population, telle les Pumi (tusi de Muli).
La population tibétaine a subi une baisse importante entre les recensements de 1953 et 1964 (de 2,77 à 2,50 millions), comme l'indiquent les chiffres de source chinoise,. Les causes de cette diminution restent toutefois à déterminer précisément,.
Selon le recensement de 2010, les Tibétains vivant en Chine, essentiellement dans la région autonome du Tibet, au Qinghai, Sichuan, Gansu et Yunnan, étaient au nombre de 6 282 187,. Dans la seule région autonome, la minorité ethnique tibétaine comptait 2 716 400 membres, soit 91 % de la population totale. Elle représentait, toujours en pourcentage de la population totale, 1,8 % pour le Gansu, 24,4 % pour le Qinghai, 2,1 % pour le Sichuan et 0,3 % pour le Yunnan.
En 2000, le nombre de Tibétains vivant en Chine, principalement dans les régions de culture tibétaine, était d'environ 5 400 000 selon le Bureau d'État des Statistiques (il était de 4 593 100 en 1990). Le gouvernement tibétain en exil à Dharamsala en Inde donnait une estimation proche de ce chiffre de 6 millions de Tibétains vivant au « Tibet historique ».
D'après une enquête du gouvernement tibétain en exil conduite en 2009, il y a 127 935 Tibétains recensés dans la diaspora, dont 94 203 en Inde, 13 514 au Népal, 1 298 au Bhoutan et 18 920 dans le reste du monde. Ce chiffre est proche de celui de plus de 135 000 Tibétains vivant en exil avancé par le journaliste Thomas Laird dans son livre d'entretiens avec le 14e dalaï-lama, publié en 2007.

### Conséquences des guerres et révolutions chinoises
La prise de contrôle et la présence chinoises au Tibet depuis les années 1950 ont entraîné un nombre important de victimes parmi la population tibétaine, les causes principales en étant les combats, la répression et les famines liées au « Grand Bond en avant ».
Selon le site Historical Atlas of the Twentieth Century de Matthew White, il n'existe pas de consensus sur le chiffrage.
Le gouvernement tibétain en exil estime, à la suite d'enquêtes et du recueil de témoignages, que 1 200 000 Tibétains sont morts directement ou indirectement en conséquence de l'occupation du Tibet par l'armée chinoise entre 1949 et 1979,,,,,. Cependant, cette évaluation est remise en cause par certains auteurs (comme Warren W. Smith Jr, historien et présentateur de Radio Free Asia, repris par Patrick French, l'ancien président de l'association Free Tibet Campaign) ou universitaires (comme le démographe chinois Yan Hao, le juriste Barry Sautman), qui estiment les chiffres exagérés ou non démontrés,.
Warren W. Smith Jr, qui a étudié les déficits de croissance de la population, affirme que les statistiques chinoises « confirment les thèses tibétaines d'un nombre massif de morts et réfutent les dénégations chinoises ». Selon ses estimations plus de 200 000 Tibétains « manqueraient » à la population de la Région autonome du Tibet. Le nombre de morts tibétains semble aussi élevé dans les régions du Gansu, du Sichuan et du Qinghai, trois régions où les taux de mortalité au début des années 1960 sont élevés et vérifiables. Si cela est exact, on peut estimer qu'environ un demi-million de Tibétains sont directement morts en raison de la politique appliquée au Tibet par la République populaire de Chine.
Dans un rapport préliminaire datant de 1959, la Commission internationale de juristes, une organisation à l'époque financées en sous main par la CIA dans le cadre de la guerre froide pour préparer des rapports de propagande contre la Chine,, qualifiait les massacres perpétrés au Tibet par les autorités chinoises de génocide. Cependant, dans son rapport définitif de 1960, la CIJ estimait qu'il n'y avait pas suffisamment de preuves de la destruction des Tibétains en tant que race, nation ou groupe ethnique par des méthodes susceptibles d'être considérées comme relevant du génocide selon le droit international.

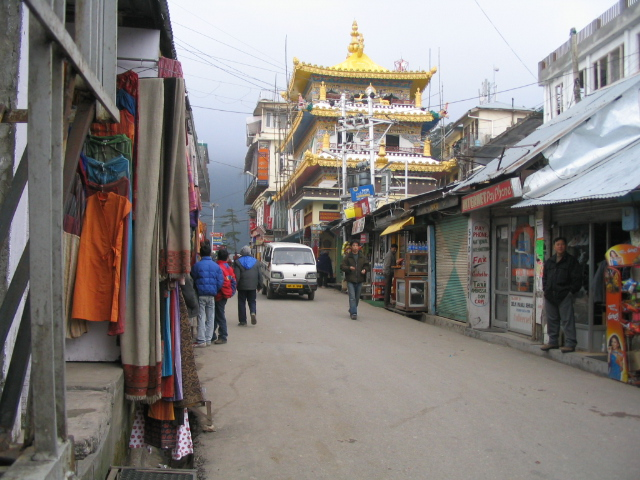
Réfugiés tibétains à Dharamsala, en Inde

Selon le gouvernement tibétain en exil, il existerait une politique de transfert de population au Tibet, et un programme d’avortement et de stérilisation forcées des femmes tibétaines,.
Selon le Tibetan Refugee Transit Centre de Katmandou, au début des années 2000 une moyenne de 2 500 réfugiés tibétains arrivaient au Népal chaque année, certains quittant le Tibet, traumatisés, en traversant l'Himalaya pour gagner le Népal et l'Inde. Selon le Centre tibétain pour les droits de l'homme et la démocratie, dans les années 1980 et 1990 nombre de ces réfugiés étaient des enfants qui venaient y chercher une éducation en langue tibétaine. En 2006, la police chinoise de la frontière a tiré sur des Tibétains au col de Nangpa La vers le Népal. Au moins 2 des réfugiés sont morts, dont une jeune nonne de 17 ans,.

### Politique de régulation des naissances
Depuis 1970, la politique de régulation des naissances chinoise contraint les Hans et les couples mixtes (une personne Han et une personne d'une minorité) à une limitation du nombre d'enfants. Les minorités nationales comme les Tibétains ne sont pas concernées par cette loi.
C'est en 1983 qu'une politique de régulation des naissances destinée aux Tibétains a été instituée, d'abord avec une limitation à deux enfants dans les zones urbaines, puis en 1984 avec une limitation à trois enfants dans les zones rurales, à l'exception des zones frontalières. Cependant, les mesures prévues ont été assez peu mises en pratique, ce qui a conduit, après le recensement de 1990, à une campagne destinée à en renforcer l'application, principalement dans les zones rurales. C'est de cette époque que date la mise en œuvre du système des amendes, chaque autorité locale étant officiellement maîtresse de son application. Un système de quotas de naissances a également été instauré ; ces quotas, définis par le gouvernement de Lhassa, étaient répartis entre les différentes entités administratives.
Les modalités réelles d'application de cette politique font l'objet de diverses analyses :
- Selon l'analyse de Kate Saunders, journaliste spécialiste du Tibet et de la Chine, directeur de communication de l'association Campagne internationale pour le Tibet[54], les fonctionnaires tibétaines n'auraient droit qu'à un seul enfant ; les familles ayant trois enfants ou plus seraient soumises à diverses sanctions : une amende de 1 800 yuans par an (montant équivalent au revenu annuel d'un fonctionnaire bien payé), la perte d'allocations ou d'avantages liés à l'emploi, et même l'avortement forcé ou la stérilisation. En outre, les enfants surnuméraires ne pourraient pas obtenir de permis de travail, et seraient exclus des systèmes d'éducation et de soins de santé[55],[56]. Un document de Campaign Free Tibet intitulé Children of Despair[57] datant de 1992 et présenté en 1996 à la commission des Nations unies sur les droits des enfants, affirme que la Chine aurait pratiqué une véritable campagne de génocide au Tibet, notamment par le biais d'un contrôle forcé des naissances[58]. Pourtant, d'après un rapport de 1994 du Tibet Information Network, si des cas de stérilisations forcés ont bien été rapportés, ils resteraient peu nombreux et pourraient n'être que des actes isolés, sans rapport avec le pouvoir central[59].
- En revanche, selon Gu Baochang, un officiel du gouvernement chinois, au Tibet, si les fonctionnaires Han n'ont droit qu'à un seul enfant, les fonctionnaires tibétaines pourraient en avoir deux[60]. Une étude du « The Center For Research on Tibet » de l'Université américaine Case Western Reserve[61], et reprise par différents sites chinois[62], précise que l'application de la politique de planning familial resterait assez souple au Tibet, et qu'aucun avortement forcé n'y serait pratiqué[63]. Cette étude a été commentée par les organisations pro-tibétaines[64].

Dans son étude démographique sur la région de Pala dans le Changtang occidental, le tibétologue américain Melvyn Goldstein met en évidence le fait que de 1959 à 1990 les familles nombreuses avaient continué à être la norme chez les pasteurs nomades et qu'aucune contrainte n'avait été imposée à ces derniers : « Malgré des allégations répétées de la part de l'Occident que les Chinois avaient imposé une politique stricte de contrôle des naissances au Tibet, où "les avortements, stérilisations et infanticides forcés sont quotidiens" (New York Times, 31 janvier 1992), il n'y a pas eu à Pala de politique de réduction des naissances, et encore moins de preuves d'avortements, de stérilisations ou d'infanticides ». L'étude des grossesses d'un échantillon de 71 femmes âgées de 15 à 59 ans permet d'affirmer qu'aucune politique de contrôle des naissances visant à réduire le nombre de naissances à deux, voire trois, n'était en vigueur. Bien plus, aucun nomade de Pala n'a dû payer d'amende pour avoir eu un troisième, quatrième, cinquième enfant et au-delà, et ces enfants ont joui de tous leurs droits au sein de la communauté.
Dans une étude sur la fertilité et la planification familiale au Tibet, publiée en 2002, Melvyn C. Goldstein, Ben Jiao, Cynthia M. Beal et Phuntsog Tsering affirment que dans aucun des endroits qu'ils ont étudiés, il n'y a d'indications montrant que Lhassa applique dans le Tibet rural la règle des deux enfants. Alors même qu'un rapport du Tibet Information Network prétendait que cette politique était en place, les chercheurs constatèrent que dans le comté de Ngamring où ils enquêtaient, aucune limite de ce genre n'était imposée. Le gouvernement du comté de Ngamring avait fait de gros efforts pour accroître le recours à la planification familiale dans les années 1990, mais à l'été 2000 (après la parution du rapport du TIN) aucun nomade ni responsable local n'avait entendu parler d'une limite fixée à deux enfants ni aucun responsable au chef-lieu du comté. Enfin, aucune amende n'était infligée pour le 4e enfant et au-delà. [...] Pour Melvyn Goldstein et al., leur étude fait ressortir combien il est dangereux d'utiliser des récits de réfugiés et des indications anecdotiques pour interpréter des situations très politisées.

## Caractères physiques
Les Tibétains présentent la particularité physiologique d'être très résistants à la vie en haute montagne. Une étude menée par des chercheurs de l'université de l'Utah, publiée dans la revue Nature Genetics, montre que cela est dû à une mutation génétique, apparue il y a environ 8 000 ans au Tibet. On retrouve aujourd'hui cette mutation chez près de 90 % des Tibétains, tandis qu'elle est rare dans le reste de la population mondiale, y compris chez les autres ethnies de l'Himalaya. Cette mutation les rend en particulier très résistants au mal des montagnes, ou maladie de Monge, en régulant leur production de globules rouges, de sorte que leur hématocrite (volume occupé par les globules rouges dans le sang) reste semblable, malgré l'altitude, à celui des hommes vivant au niveau de la mer,, Ri-Li Ge, un des auteurs de cette étude, a participé à une autre étude comparative des performances lors d'exercices entre les populations adolescentes Hans et Tibétaines à des altitudes comprises entre 3417 et 4 300 mètres qui montre également une meilleure aptitude à la ventilation sur l'ensemble de ses hautes altitudes.

## Langues
Les langues tibétaines sont un ensemble de langues tibéto-burmanes, inintelligibles entre elles, parlées principalement par les populations tibétaines occupant le Plateau du Tibet : Région autonome du Tibet, provinces du Qinghai, Sichuan, Yunnan (Chine), ainsi que le Bhoutan, le Népal, le Baltistan (Cachemire, Pakistan), le Ladakh (Inde), le Sikkim (Inde).
Les habitants du Kham (les Khampas) parlent plusieurs dialectes qui sont plus ou moins inintelligibles pour les habitants de l'Amdo (les Amdowas). Les habitants du Tibet central (l'Ü-Tsang) parlent le dialecte de Lhassa, lequel est incompréhensible pour les deux sous-groupes du Kham et de l'Amdo

## Religions
La plupart des Tibétains pratiquent le bouddhisme tibétain, branche du Bouddhisme vajrayāna, alors qu'une minorité adhère à la religion indigène Bön, religion indigène du Tibet, et qu'il existe également de petites communautés musulmane et chrétienne.

### Bön

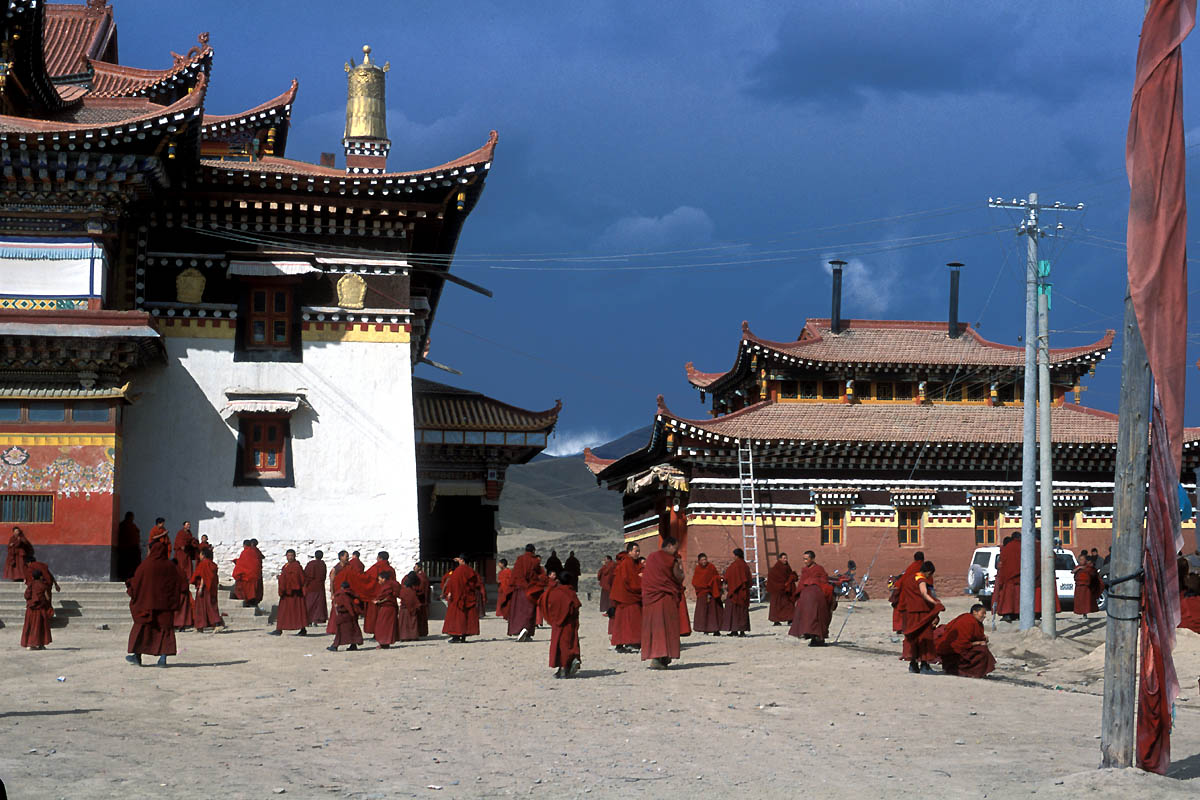
Monastère Bön à Ngawa, province du Sichuan

Le Bön est la religion traditionnelle des Tibétains, jusqu'à ce que le bouddhisme soit introduit, selon les récits tibétains, chinois et népalais, par ces deux derniers au VIIe siècle, sous le règne du fondateur de l'Empire du Tibet, Songtsen Gampo (609~613 — 650). Il s'agit d'une religion totémiste.

### Bouddhisme tibétain
Le bouddhisme tibétain est une forme de bouddhisme vajrayāna imprégné des anciens cultes tibétains.

## Culture
Le Tibet a emprunté massivement à la fois à l'Inde et à la Chine. Le bouddhisme, qui imprègne toute la vie au Tibet, est venu de l'Inde tandis que l'influence chinoise a été très forte dans les institutions politiques.

### Fêtes et traditions
Depuis 1409, les festivités de Mönlam, instaurées par Tsongkhapa, sont célébrées les jours suivant les fêtes de la nouvelle année, le Losar. Elles furent interdites durant la révolution culturelle et rétablies en 1985, puis de nouveau interdites en 1990.
Tous les ans se déroule la fête de Shoton de tradition tibétaine. On y pratique notamment des courses à dos de yack.